# Монархија на Новом Зеланду
Монархија на Новом Зеланду је систем уставне монархије у краљевству Нови Зеланд у којој звање шефа државе припада наследном монарху. Положај монарха одређен је принципом да монарх „влада али не управља“.
Монарх Новог Зеланда од септембpa 2022. је краљ Чарлс III. Његов званична титула је Чарлс Tрећи, по Божијој милости Краљ Новог Зеланда и његових поседа и територија, Вођа Комонвелта, Заштитниk Вере. 
Краљевство Новог Зеланда укључује Нови Зеланд, Токелау, Територију Рос и поседе у добровољној заједници Кукова острва и Нијуе.
Престолонаследник је Принц Вилијам, војвода од Кембриџа, најстарији син краљa.
На Новом Зеланду краљицу представља генерални гувернер. Тренутно ту дужност обавља Дама Синди Киро.

## Маорски краљ
Незваничну титулу краља Маора носи Тухеитија Паки. Он је седми краљ од 1858. а на престо је ступио 2006. године. Седиште краља је у месту Нгаруавахија.